# برج سیاهوئیه
برج سیاهوئیه مربوط به دوره زند است و در شهرستان خاتم، بخش مرکزی، دهستان فتح‌آباد، روستای سیاهوئیه واقع شده و این اثر در تاریخ ۱۸ اسفند ۱۳۸۷ با شمارهٔ ثبت ۲۵۳۵۰ به‌عنوان یکی از آثار ملی ایران به ثبت رسیده است.
این برج واقع در خاتم شهر بخش مرکزی (هرات) روستای سیاهوئیه (۷کیلومتری هرات) واقع شده است
این برج در حال تخریب بوده و هیچگونه مرمتی نیز نشده است
از قلعه‌های بزرگ سیاهوئیه (قلعه خیرآباد و قلعه سیاهوئیه) فقط همین یک برج دست نخورده باقی‌مانده